# Останин, Павел Сергеевич
Па́вел Серге́евич Оста́нин (род. 24 июля 1987 года, Лысьва) — российский военный деятель, старший сержант 45-й отдельной гвардейской бригады специального назначения, Герой Российской Федерации (2015).

## Биография
Родился 24 июля 1987 года в городе Лысьва Пермской области РСФСР.
Во время обучения в школе активно занимался спортом: лыжами и карате.
Срочную службу прошел в воздушно-десантных войсках. Затем перешел на контрактную службу в частях Сил специальных операций Главного (разведывательного) управления Генерального Штаба Вооружённых Сил Российской Федерации. За время службы получил звание гвардии старшего сержанта. Служит в 45-й отдельной гвардейской бригаде специального назначения.
Женат.

## Награды
- Звание «Герой Российской Федерации» с вручением медали «Золотая Звезда» (20 февраля 2015, секретным указом президента России) — «за мужество и героизм, проявленный при выполнении воинского долга»[3].
- Знак отличия Георгиевский крест[4]
- Медаль Министерства обороны Российской Федерации «За возвращение Крыма» (2014).
- Почётный гражданин Лысьвы (24.06.2016)[5].